# Parijs-Nice 2023
Parijs-Nice 2023 was een wielerwedstrijd die plaatsvond van 5 tot en met 12 maart. Deze 81e editie werd gewonnen door de Sloveen Tadej Pogačar, die tevens drie etappes won, waaronder de eindetappe. Tevens won hij de groene trui en de jongerentrui.
In de derde etappe was gekozen voor een ploegentijdrit waarbij, als experiment, niet de 4e of 5e renner de eindtijd van de gehele ploeg bepaalde, maar de 1e renner die over de streep kwam.
De zesde etappe werd door hevige rukwinden geannuleerd. Aanvankelijk was er gekozen voor een inkorting van deze rit van 197 tot 80 km, maar door de aanhoudende storm werd uiteindelijk besloten om de gehele rit te annuleren.

## Etappe-overzicht
| Etappe | Datum    | Start - Finish                                         | Afstand  | Type           | Winnaar                        | Klassementsleider   |
| ------ | -------- | ------------------------------------------------------ | -------- | -------------- | ------------------------------ | ------------------- |
| 1      | 5 maart  | La Verrière - La Verrière                              | 169,4 km | Vlakke rit     | Tim Merlier                    | Tim Merlier         |
| 2      | 6 maart  | Bazainville - Fontainebleau                            | 163,7 km | Vlakke rit     | Mads Pedersen                  | Mads Pedersen       |
| 3      | 7 maart  | Dampierre-en-Burly - Dampierre-en-Burly                | 32,2 km  | Ploegentijdrit | Team Jumbo-Visma (wielerploeg) | Magnus Cort Nielsen |
| 4      | 8 maart  | Saint-Amand-Montrond - La Loge des Gardes              | 164,7 km | Heuvelrit      | Tadej Pogačar                  | Tadej Pogačar       |
| 5      | 9 maart  | Saint-Symphorien-sur-Coise - Saint-Paul-Trois-Châteaux | 212,4 km | Vlakke rit     | Olav Kooij                     | Tadej Pogačar       |
| 6      | 10 maart | Tourves - La Colle sur Loup                            | 197,4 km | Heuvelrit      | Etappe afgelast                | Tadej Pogačar       |
| 7      | 11 maart | Nice - Col de la Couillole                             | 142,9 km | Bergrit        | Tadej Pogačar                  | Tadej Pogačar       |
| 8      | 12 maart | Nice - Nice                                            | 118,4 km | Bergrit        | Tadej Pogačar                  | Tadej Pogačar       |

## Eindklassementen
| Algemeen klassement |                  |                       |           |
| Plaats              | Naam             | Ploeg                 | Tijd      |
| Gele trui           | Tadej Pogačar    | UAE Team Emirates     | 24u01'38" |
| 2                   | David Gaudu      | Groupama-FDJ          | + 53"     |
| 3                   | Jonas Vingegaard | Team Jumbo-Visma      | + 1'39"   |
| 4                   | Simon Yates      | Team Jayco AlUla      | + 2'14"   |
| 5                   | Gino Mäder       | Bahrain Victorious    | + 2'56"   |
| 6                   | Neilson Powless  | EF Education-EasyPost | + 3'17"   |
| 7                   | Romain Bardet    | Team DSM              | + 3'19"   |
| 8                   | Matteo Jorgenson | Movistar Team         | + 3'19"   |
| 9                   | Pavel Sivakov    | INEOS Grenadiers      | + 4'05"   |
| 10                  | Jack Haig        | Bahrain Victorious    | + 4'56"   |

| Plaats      | Naam             | Ploeg             | Punten |
| ----------- | ---------------- | ----------------- | ------ |
| Groene trui | Tadej Pogačar    | UAE Team Emirates | 65     |
| 2           | David Gaudu      | Groupama-FDJ      | 41     |
| 3           | Olav Kooij       | Team Jumbo-Visma  | 34     |
| 4           | Jonas Vingegaard | Team Jumbo-Visma  | 26     |
| 5           | Simon Yates      | Team Jayco AlUla  | 16     |

| Plaats        | Naam             | Ploeg                  | Punten |
| ------------- | ---------------- | ---------------------- | ------ |
| Bolletjestrui | Jonas Gregaard   | Uno-X Pro Cycling Team | 45     |
| 2             | Tadej Pogačar    | UAE Team Emirates      | 32     |
| 3             | David Gaudu      | Groupama-FDJ           | 15     |
| 4             | Pascal Eenkhoorn | Lotto-Dstny            | 11     |
| 5             | Wout Poels       | Bahrain Victorious     | 10     |

| Plaats     | Naam             | Ploeg             | Tijd      |
| ---------- | ---------------- | ----------------- | --------- |
| Witte trui | Tadej Pogačar    | UAE Team Emirates | 24u01'38" |
| 2          | Matteo Jorgenson | Movistar Team     | + 3'19"   |
| 3          | Kévin Vauquelin  | Arkéa Samsic      | + 14'52"  |

1933 · 1934 · 1935 · 1936 · 1937 · 1938 · 1939 · 1940-1945 · 1946 · 1947-1950 · 1951 · 1952 · 1953 · 1954 · 1955 · 1956 · 1957 · 1958 · 1959 · 1960 · 1961 · 1962 · 1963 · 1964 · 1965 · 1966 · 1967 · 1968 · 1969 · 1970 · 1971 · 1972 · 1973 · 1974 · 1975 · 1976 · 1977 · 1978 · 1979 · 1980 · 1981 · 1982 · 1983 · 1984 · 1985 · 1986 · 1987 · 1988 · 1989 · 1990 · 1991 · 1992 · 1993 · 1994 · 1995 · 1996 · 1997 · 1998 · 1999 · 2000 · 2001 · 2002 · 2003 · 2004 · 2005 · 2006 · 2007 · 2008 · 2009 · 2010 · 2011 · 2012 · 2013 · 2014 · 2015 · 2016 · 2017 · 2018 · 2019 · 2020 · 2021 · 2022 · 2023 · 2024 · 2025
Tour Down Under ·
Great Ocean Road Race ·
Ronde van de Verenigde Arabische Emiraten ·
Omloop Het Nieuwsblad ·
Strade Bianche ·
Parijs-Nice · 
Tirreno-Adriatico · 
Milaan-San Remo ·
Ronde van Catalonië ·
Classic Brugge-De Panne ·
E3 Saxo Bank Classic ·
Gent-Wevelgem ·
Dwars door Vlaanderen ·
Ronde van Vlaanderen ·
Ronde van het Baskenland ·
Parijs-Roubaix ·
Amstel Gold Race ·
Waalse Pijl ·
Luik-Bastenaken-Luik ·
Ronde van Romandië ·
Eschborn-Frankfurt ·
Ronde van Italië ·
Critérium du Dauphiné ·
Ronde van Zwitserland ·
Ronde van Frankrijk ·
Clásica San Sebastián ·
Ronde van Polen ·
BEMER Cyclassics ·
Renewi Tour ·
Ronde van Spanje ·
Bretagne Classic ·
GP van Quebec ·
GP van Montréal ·
Ronde van Lombardije ·
Ronde van Guangxi